# 増戸
増戸（ましと）は、埼玉県春日部市の町丁。現行行政地名は増戸のみ。丁番の設定のない単独町名である。住居表示未実施地区。郵便番号は344-0042。

## 地理
埼玉県の東部地域で春日部市西部の沖積平野に位置する。地区の西側に自然堤防の微高地があるが、その反対側は後背湿地が広がる。さいたま市岩槻区（大字長宮・大野島（飛地）・南平野）と隣接する。また、市内では増富と隣接する。地図によっては下蛭田とも隣接するように描かれる場合があるが、実際はその間に南平野が細長く突き出しながら増富と接しているため、隣接していない。全域が市街化調整区域である。東部に集落が形成されており、西部は田園地帯が広がっていたが、国道16号開通後は倉庫などの物流施設の立地が増加している。地内に国道16号に接続する都市計画道路上野長宮線が計画されている。

### 河川
- 増野川
- 大谷川
- 増戸排水路

## 沿革
もとは江戸期より存在した武蔵国埼玉郡岩槻領に属した増戸村であった。村高は正保年間の『武蔵田園簿』では126石余（田36石余、畑90石余）、『元禄郷帳』によると169石余、『天保郷帳』には記録は無く、『旧高旧領取調帳』では189石余であった。助郷は日光街道粕壁宿に出役していた。化政期の戸数は34軒で、村の規模は東西10町余、南北7町余であった。
村内には真義真言宗宝蔵寺があった。
- はじめは岩槻藩領で以降変遷なし[7]。
- 幕末の時点では埼玉郡に属し、明治初年の『旧高旧領取調帳』の記載によると、岩槻藩領であった[8]。
- 1871年（明治4年）
  - 7月14日 - 廃藩置県により岩槻県に属す。
  - 11月13日 - 第1次府県統合により埼玉県の管轄となる。
- 1879年（明治12年）3月17日 - 郡区町村編制法により成立した南埼玉郡に属す。郡役所は岩槻町に設置。
- 1889年（明治22年）4月1日 - 町村制施行により、増戸村は道順川戸村、上蛭田村、下蛭田村、花積村、道口蛭田村、南中曽根村、新方袋村、増富村、上大増新田、下大増新田、谷原新田と合併し南埼玉郡豊春村が成立、増戸村は豊春村の大字増戸となる。
- 1947年（昭和22年）9月 - カスリーン台風の襲来により大きな被害を受ける[7]。
- 1954年（昭和29年）7月1日 - 南埼玉郡春日部町、武里村、北葛飾郡幸松村、北葛飾郡豊野村が合併し市制を施行して春日部市が成立、春日部市の大字となる。
- 1967年（昭和42年） - 地内に岩槻春日部バイパスが建設され、開通する。
- 2005年（平成17年）10月1日 - 春日部市が北葛飾郡庄和町と合併し、新たな春日部市が発足、同時に住所標記の簡略化のため市内の大字が廃止され[9]、大字増戸は丁番の設定のない増戸となる[10]。

### 存在していた小字
- 真菰原[11]
- 天神原
- 新田
- 上前
- 上
- 中田
- 殿谷
- 義良沼

## 世帯数と人口
2017年（平成29年）10月1日現在の世帯数と人口は以下の通りである。
| 丁目 | 世帯数  | 人口  |
| ---- | ------- | ----- |
| 増戸 | 311世帯 | 834人 |

## 小・中学校の学区
市立小・中学校に通う場合、学区は以下の通りとなる。
| 番地 | 小学校               | 中学校               |
| --- | -------------------- | -------------------- |
| 1番地〜225番地、226番地3、227番地3〜229番地、230番地3〜236番地1 237〜239番地、257番地3、258番地3〜297番地、317番地 320番地〜336番地2、337番地3、338番地3、340番地3、341番地2 342番地3〜343番地1、354〜719番地、720番地2、747番地2〜750番地 775〜781番地、802〜809番地、830〜836番地、862～868番地 | 春日部市立豊春小学校 | 春日部市立豊春中学校 |
| 226番地1、227番地1、230番地1、236番地3、240番地〜257番地1、258番地1 336番地4〜337番地1、338番地1、339番地〜340番地1、341番地1、342番地1 343番地3〜353番地、720番地1、721番地〜747番地1、751〜774番地 782〜801番地、810〜820番地、838〜860番地、870〜1052番地                                      | 春日部市立立野小学校 | 春日部市立大増中学校 |

## 交通

### 鉄道
地内に鉄道は敷設されていない。東武野田線（東武アーバンパークライン）東岩槻駅が最寄り駅となっている。

### 道路
- 国道16号岩槻春日部バイパス

### バス
地内に路線バスの路線、および春日部市コミュニティバス「春バス」の路線は設定されていない。

## 施設
- 岩槻ロジスティクスセンター
- 埼玉県自動車税事務所 春日部支所
- 自動車検査独立行政法人関東検査部春日部事務所
- 埼玉運輸支局春日部自動車検査登録事務所
- 若宮八幡宮 - 浄泉寺の150 m南側に鎮座
- 浄泉寺
- 神明神社
- 増戸ちびっ子広場

※ 浄泉寺のすぐ北側の増戸412番地の辺りにも敷地に池を有する無名の神社（祠）がある。